# Brothers and Sisters (musikalbum)
Brothers and Sisters, musikalbum av Allman Brothers Band släppt 1973 på skivbolaget Capricorn Records. Albumet var gruppens första utan Duane Allman, och det första med pianisten Chuck Leavell, samt basisten Lamar Williams som ersatte den förolyckade Berry Oakley under inspelningarna. Det kom att bli deras framgångsrikaste album kommersiellt sett då det låg på Billboardlistans förstaplats i fem veckor. "Ramblin' Man" och "Jessica" blev amerikanska singelhits.
På skivomslagets framsida syns en bild på trummisen Butch Trucks son, och på baksidan är det en bild på basisten Berry Oakleys dotter. Inne i det öppningsbara konvolutet är det en stor bild på bandmedlemmarnas och studiopersonalens familjer och flickvänner.

## Låtar på albumet
Alla låtar är skrivna av Dickey Betts om inget annat anges.
1. "Wasted Words"  (Gregg Allman) - 4:20
2. "Ramblin' Man" - 4:48
3. "Come and Go Blues" (Gregg Allman) - 4:55
4. "Jelly, Jelly" (Trade Martin) - 5:46
5. "Southbound" - 5:10
6. "Jessica" - 7:31
7. "Pony Boy" - 5:51

## Listplaceringar
- Billboard 200, USA: #1[1]
- RPM, Kanada: #1[2]
- UK Albums Chart, Storbritannien: #42[3]
- Nederländerna: #10[4]